# Wojciech Slaski
Wojciech Slaski (ur. ok. 1585 na Mazowszu, zm. 11 sierpnia 1653 we Fromborku) – polski ksiądz, teolog, rektor kolegiów jezuickich w Nieświeżu i Połocku, spowiednik i kapelan króla Jana Kazimierza.

## Życiorys
Pochodził z rodu Slaskich herbu Grzymała.
Do zakonu jezuitów wstąpił 27 lipca 1607 w Wilnie. Był m.in. profesorem teologii moralnej w Pułtusku w latach 1615–1617) a następnie (w latach 1618–1622) profesorem teologii pozytywnej i polemicznej w Nieświeżu. Dwukrotnie (w latach 1623–1627 i 1630–1635) był rektorem kolegium w Nieświeżu. W latach 1627–1630) był spowiednikiem Aleksandra Ludwika Radziwiłła. Później (w latach 1635–1638) był rektorem kolegium jezuitów w Połocku, sekretarzem prowincjała (1638–1639), spowiednikiem kanclerza Tomasza Ujejskiego (1643–1653). Ok. 1650 był spowiednikiem i kapelanem króla Jana Kazimierza. Był też misjonarzem dworskim Jerzego Ossolińskiego. 
Zmarł we Fromborku na dworze biskupa Tomasza Ujejskiego.